# Simulium schmidtmummi
Simulium schmidtmummi es una especie de insecto del género Simulium, familia Simuliidae, orden Diptera.
Fue descrita científicamente por Wygodzinsky, 1973.